# Champion (Alberta)
Pour les articles homonymes, voir Champion (homonymie).
Champion est un village (village) du Comté de Vulcan, situé dans la province canadienne d'Alberta.

## Démographie
En tant que localité désignée dans le recensement de 2011, Champion a une population de 378 habitants dans 159 de ses 177 logements, soit une variation de 3.8% avec la population de 2006. Avec une superficie de 0,879 6 km2, village possède une densité de population de 429,740 8 hab/km2 en 2011.
Concernant le recensement de 2006, Champion abritait 364 habitants dans 159 de ses 170 logements. Avec une superficie de 0,879 6 km2, village possédait une densité de population de 413,8 hab/km2 en 2006.
| 2001 | 2006 | 2011 | 2016 |
| ---- | ---- | ---- | ---- |
| 355  | 364  | 378  | 317  |